# Boura (Acaia)

Antica Acaia.

Bura (anche Boura, Bira; Ancient Greek Βοῦρα) era un'antica polis (città-stato) situata nella regione storica dell'Acaia, la regione più settentrionale del Peloponneso nell'antica Grecia che corrisponde approssimativamente all'odierna unità periferica greca dell'Acaia. 
Fu una delle 12 città della Lega achea. 
Si dice che abbia derivato il suo nome da Bura, figlia di Ione ed Elice.
La città era situata su un'altura a 40 stadi dal mare, a sud-est di Helike . Il suo nome ricorre in un verso di Eschilo, conservato da Strabone. Fu inghiottita dal terremoto che distrusse Helike nel 373 a.C. e tutti i suoi abitanti morirono, tranne coloro che erano assenti in quel momento. Al loro ritorno ricostruirono la città, che fu visitata da Pausania, che menziona i suoi templi dedicati a Demetra, Afrodite, Ilizia e Iside . Strabone racconta che a Bura c'era una fontana chiamata "Sybaris", da cui prese il nome la città di Sibari della Magna Grecia, in Italia. Con la rinascita della Lega achea nel 280 a.C., Bura fu governata da un tiranno, che gli abitanti uccisero nel 275 a.C. e poi si unirono alla confederazione. 
1. ↑  (EN) Pausania, Periegesi della Grecia, libro VII, 1, 4 - 5, su Theoi.com.